# Gry wojenne (film 1983)
Gry wojenne (ang. WarGames) – film science-fiction z roku 1983 w reżyserii Johna Badhama. 

## Opis fabuły
Jest rok 1983. Obsługa Amerykańskich Sił Powietrznych otrzymuje rozkaz wystrzelenia głowic nuklearnych w Związek Radziecki. Dowódca jednostki nalega, aby potwierdzić rozkaz u prezydenta Stanów Zjednoczonych. W końcu dowódca nie odpala pocisków. Okazuje się, że to była część testu psychologicznego – 22% dowódców nie wystrzeliłoby pocisków na rozkaz. Rząd USA postanawia przekazać ludzką obsługę wyrzutni superkomputerowi o nazwie War Operation Plan Response – (WOPR).
David Lightman to utalentowany cracker komputerowy, uzależniony od gier komputerowych (zwłaszcza Galagi). Kiedy jego obsesja doprowadza do pogorszenia się jego ocen, David włamuje się do komputera szkoły za pomocą hasła znalezionego w biurze dyrektora. Po poprawieniu ocen bawi się, łącząc się z różnymi numerami telefonów, aby uzyskać dostęp do niewydanych jeszcze gier komputerowych. Łączy się z dziwnym serwerem, który wyświetla listę gier – zafascynowany David drukuje ją i zanosi koledze, który wspomina o „tylnych furtkach” do komputerów i radzi mu, aby poszukał programisty systemu wykorzystanego na serwerze. Okazuje się nim Stephen W. Falken, który, jak się okazuje, napisał całe oprogramowanie dla WOPR. David poszukuje informacji na jego temat, dowiadując się, że jego żona i syn, Joshua, zginęli w tragicznym wypadku samochodowym. David stara się wejść do serwera w towarzystwie swojej koleżanki, Jennifer. Jako hasła używa imienia syna prof. Falkena – Joshua. „Witaj, profesorze Falken” – informuje serwer.
Myśląc, że włamał się do serwera gier, David uruchamia grę nazwaną „Globalna Wojna Termojądrowa”. David staje po stronie Związku Radzieckiego i odpala radzieckie rakiety balistyczne w kierunku kilku miast USA. Niestety, nie wie, że tak naprawdę włamał się do WOPR, a gra, którą się bawi, jest tak naprawdę programem symulującym przebieg wojny nuklearnej między ZSRR a USA. WOPR zaczyna obmyślać kontratak.
Następnego dnia, David i Jennifer dowiadują się o dziwnym alarmie w NORAD. David zaczyna uświadamiać sobie, co zrobił i zaczyna pozbywać się materiałów dotyczących prof. Falkena. W trakcie niszczenia dowodów, WOPR, wyposażony w sztuczną inteligencję o imieniu Joshua, dzwoni z powrotem, aby połączyć się z komputerem Davida, by „dokończyć grę”. David, rozmawiając z Joshuą dowiaduje się, że jego symulacja kontynuowana jest automatycznie, a celem jest „wygrać grę”. David odłącza linię telefoniczną od komputera.
Agenci FBI aresztują Davida, gdy ten wychodzi ze sklepu 7-Eleven, zabierają go do NORADu i przesłuchują. John McKittrick przesłuchuje Davida i tłumaczy mu system DEFCON. Podejrzewając, iż jest radzieckim szpiegiem, wychodzi z pokoju. David używa komputera McKittricka, aby dalej rozmawiać z Joshuą. Dowiaduje się, że Falken jest teraz znany jako Robert Hume i mieszka w Goose Island, w stanie Oregon. Ochrona wykrywa działania Davida i zamyka go w rządowym szpitalu.
David próbuje uciec i skontaktować się z profesorem Falkenem. Znajduje taśmę magnetofonową i dyktafon. Ukrywając je w kieszeni, David oszukuje strażnika, mówiąc, że musi iść do toalety. Strażnik wpisuje kod bezpieczeństwa na klawiaturze wydającej dźwięki w tonacji DTMF – David je nagrywa i wymyka się z pokoju. Ucieka z NORADu razem z turystami, będącymi na wycieczce.
Po ucieczce David kontaktuje się z Jennifer oszukując automat telefoniczny. Prosi Jennifer o wykupienie dwóch biletów do Oregonu, gdzie spotykają się z profesorem Falkenem. Falken tłumaczy im, że nuklearny holokaust jest nieunikniony. Falken postanawia jednak pomóc Davidowi i Jennifer i zabiera ich helikopterem do NORADu.
W międzyczasie NORAD jest gotowy do odpalenia głowic. Falken, David i Jennifer docierają w ostatniej chwili, aby przekonać Joshuę, by nie odpalać rakiet. Wszystkie siły powietrzne i lądowe zostają zatrzymane. Joshua myśli, że radziecki rząd ma swoje wtyki na wysoko postawionych stanowiskach w armii USA i próbuje ataku brute-force, aby znaleźć wszystkie kody potrzebne do wystrzelenia głowic. Falken stara się wyłączyć Joshuę, jednak odkrywa, iż jego backdoor do WOPRu nie działa. David uruchamia jednak grę w kółko i krzyżyk. Jako liczbę graczy podaje 0 – Joshua grać będzie sam ze sobą. Wszystkie partie kończą się remisem, co przekonuje go, że istnieją gry, których nie można wygrać.
W końcu Joshua zdaje sobie sprawę, iż wojny nie można wygrać. Przeładowuje to jego pamięć, co prowadzi do restartu WOPRu i połowy NORADu. Joshua wita się w końcu z profesorem Falkenem i oznajmia: „Dziwna gra – jedyną zwycięską strategią jest nie grać. A może by partyjkę szachów?”

## Obsada
- John Wood – Joshua / WOPR (głos komputera)
- Matthew Broderick – David Lightman
- Dabney Coleman – Dr John McKittrick
- John Wood – Dr Stephen Falken
- Ally Sheedy – Jennifer Katherine Mack
- Barry Corbin – Generał Jack Beringer
- Juanin Clay – Pat Healy
- Kent Williams – Cabot
- Dennis Lipscomb – Watson
- Joe Dorsey – Pułkownik Joe Conley
- Irving Metzman – Paul Richter
- Michael Ensign – Adiutant Berlingera
- William Bogert – Pan Lightman
- Susan Davis – Pani Lightman

## Nagrody i nominacje
Oscary za rok 1983
- Najlepszy scenariusz oryginalny – Lawrence Lasker, Walter F. Parkes (nominacja)
- Najlepsze zdjęcia – William A. Fraker (nominacja)
- Najlepszy dźwięk – Michael J. Kohut, Carlos Delarios, Aaron Rochin, Willie D. Burton (nominacja)

Nagrody Saturn 1983
- Najlepsza reżyseria – John Badham
- Najlepszy film SF (nominacja)
- Najlepszy aktor – Matthew Broderick (nominacja)
- Najlepsza aktorka – Ally Sheedy (nominacja)
- Najlepszy aktor drugoplanowy – John Wood (nominacja)
- Najlepszy scenariusz – Lawrence Lasker, Walter F. Parkes (nominacja)

Nagrody BAFTA 1983
- Najlepszy dźwięk – Willie D. Burton, Michael J. Kohut, William L. Manger
- Najlepsza scenografia i dekoracje wnętrz – Angelo P. Graham (nominacja)
- Najlepsze efekty specjalne – Michael L. Fink, Joe Digaetano, Jack Cooperman, Don Hansard, Colin Cantwell, William A. Fraker (nominacja)